# Кливка
Кливка — ботанічна пам'ятка природи місцевого значення. Об'єкт розташований на території Надвірнянського району Івано-Франківської області, Зарічанське лісництво, квартал 9, виділи 4, 6.
Площа — 1,7000 га, статус отриманий у 1993 році.